# Campionato Dilettanti Tridentino 1957-1958
Il Campionato Nazionale Dilettanti 1957-1958 è stato il V livello del campionato italiano. A carattere regionale, fu il primo campionato dilettantistico con questo nome, e il sesto se si considera che alla Promozione fu cambiato il nome assegnandogli questo.
Il campionato era organizzato su base regionale dalle Leghe Regionali e le vincenti di ogni girone venivano ammesse alla successiva fase regionale che attribuiva il titolo di lega, mentre erano complessivamente trentadue squadre, distribuite fra le regioni secondo lo schema della vecchia Promozione, a contendersi lo Scudetto Dilettanti.
Questi sono i gironi organizzati dalla Lega Regionale Venezia Tridentina per la regione Trentino-Alto Adige.

## Squadre partecipanti
| Squadra                | Città (provincia)    | Stagione 1956-1957 |
| ---------------------- | -------------------- | ------------------ |
| U.S. Alense            | Ala (TN)             |                    |
| S.S. Benacense         | Riva del Garda (TN)  |                    |
| U.S. Borgo             | Borgo Valsugana (TN) |                    |
| F.C. Bressanone/Brixen | Bressanone (BZ)      |                    |
| F.C. Brunico/Bruneck   | Brunico (BZ)         |                    |
| A.S. Laives / Leifers  | Laives (BZ)          |                    |
| G.S. Lancia            | Bolzano              |                    |
| U.S. Mori              | Mori (TN)            |                    |
| S.S. Olivo             | Arco (TN)            |                    |
| U.S. Passirio          | Merano (BZ)          |                    |
| A.C. Piani             | Bolzano              |                    |
| A.S. Virtus Don Bosco  | Bolzano              |                    |

## Classifica finale
|  | Pos. | Squadra           | Pt | G  | V  | N | P  | GF | GS | DR  |
|  | ---- | ----------------- | -- | -- | -- | - | -- | -- | -- | --- |
|  | 1.   | Olivo             | 34 | 22 | 14 | 6 | 2  | 45 | 16 | +29 |
|  | 2.   | Passirio          | 31 | 22 | 12 | 7 | 3  | 43 | 23 | +20 |
|  | 3.   | Virtus Don Bosco  | 29 | 22 | 10 | 9 | 3  | 37 | 23 | +14 |
|  | 4.   | Brunico/Bruneck   | 26 | 22 | 9  | 8 | 5  | 35 | 30 | +5  |
|  | 5.   | Mori              | 25 | 22 | 10 | 5 | 7  | 36 | 34 | +2  |
|  | 6.   | Borgo             | 21 | 22 | 8  | 5 | 9  | 45 | 37 | +8  |
|  | 7.   | Alense            | 20 | 22 | 7  | 6 | 9  | 32 | 33 | -1  |
|  | 7.   | Benacense         | 20 | 22 | 7  | 6 | 9  | 28 | 30 | -2  |
|  | 9.   | Bressanone/Brixen | 18 | 22 | 6  | 6 | 10 | 28 | 32 | -4  |
|  | 10.  | Lancia            | 17 | 22 | 7  | 3 | 12 | 31 | 43 | -12 |
|  | 11.  | Laives/Leifers    | 12 | 22 | 4  | 4 | 14 | 25 | 51 | -26 |
|  | 12.  | Piani             | 11 | 22 | 2  | 7 | 13 | 13 | 46 | -33 |

Legenda:

      Campione tridentino, ammesso alle finali nazionali.
  Retrocesso e in seguito riammesso.
      Retrocesso in Prima Divisione.
Note:

Due punti a vittoria, uno a pareggio, zero a sconfitta.
Pari merito in caso di pari punti.

### Verdetti finali
- Olivo, campione tridentino, è qualificato alle finali del Campionato Nazionale Dilettanti.
- Olivo rinuncia alla promozione in Interregionale 1958-1959.
- Laives/Leifers è retrocesso in Prima Divisione.
- Piani è in seguito riammesso a completamento organici.